# Nebel-, Kloster- und Brunnenbach
Nebel-, Kloster- und Brunnenbach este o arie protejată (arie specială de conservare — SAC, sit de importanță comunitară — SCI) din Germania întinsă pe o suprafață de 273,04 ha, integral pe uscat.

## Localizare
Centrul sitului Nebel-, Kloster- und Brunnenbach este situat la coordonatele 48°40′19″N 10°29′55″E / 48.6719°N 10.4986°E.

## Înființare
Situl Nebel-, Kloster- und Brunnenbach a fost declarat sit de importanță comunitară în noiembrie 2004 pentru a proteja 5 specii de animale. Situl a fost protejat și ca arie specială de conservare în aprilie 2016.

## Biodiversitate
Situată în ecoregiunea continentală, aria protejată conține 4 habitate naturale: Lacuri eutrofice naturale cu vegetație de tip Magnopotamion sau Hydrocharition, Cursuri de apă de la nivel de câmpie la nivel montan, cu vegetație Ranunculion fluitantis și Callitricho-Batrachion, Liziere de ierburi înalte hidrofile de câmpie și de nivel montan până la alpin, Fânețe de joasă altitudine (Alopecurus pratensis, Sanguisorba officinalis).
La baza desemnării sitului se află mai multe specii protejate:
- amfibieni (1): izvoraș-cu-burta-galbenă (Bombina variegata)
- mamifere (1): castor (Castor fiber)
- nevertebrate (1): Unio crassus
- pești (2): cicar (Lampetra planeri), boarță (Rhodeus amarus)